# Ace of Spades (cinessérie)
Ace of Spades (bra: O Ás de Espadas) é um seriado estadunidense de 1925, gênero Western, dirigido por Henry MacRae, em 15 capítulos, estrelado por William Desmond e Mary McAllister. Produzido e distribuído pela Universal Pictures, veiculou nos cinemas estadunidenses entre 19 de outubro de 1925 e 25 de janeiro de 1926.
Este seriado é considerado perdido.

## Sinopse
William Desmond interpreta Dan Harvey, um detetive tentando localizar uma gangue de bandidos que aterroriza os colonos e cujo cartão de apresentação é o “ás de espadas”. O A história escrita por William Lord Wright incorpora personagens históricos como Napoleão Bonaparte (William De Vaull), Thomas Jefferson (John Herdman), Talleyrand (John Shanks) e James Monroe (Bert Sprotte).

## Elenco
- William Desmond … Dan Harvey
- Mary McAllister … Olive Heath
- Albert J. Smith … Joe Deneen
- William Steele … Jim Heath
- Cathleen Calhoun … Parker Dice Ann
- Jack Pratt … Gideon Trask
- Clark Comstock … Martin Heath
- Frank Lanning … François
- John Herdman … Thomas Jefferson
- William De Vaull … Napoleão Bonaparte
- John Shanks … Talleyrand
- Aaron Edwards … Lucien Bonaparte
- Bert Sprotte … James Monroe
- Harry Lorraine … Barbe Barbois
- Monte Montague … capanga
- Al Hoxie … capanga
- Steven Carrie … capanga
- Al Richmond … capanga
- Malvina Polo

## Capítulos
1. The Fatal Card
2. No Greater Love
3. Whirling Waters
4. Fires of Sacrifice
5. Thundering Hoofs
6. Flung from the Sky
7. The Trail of Terror
8. The Lariat of Death
9. Fingers of Fate
10. The Road to Ruin
11. The Chasm of Peril
12. The Avalanche
13. The Fury of Fate
14. The Chasm of Courage
15. A Deal of Destiny